# Patrick Bossard
Pour les articles homonymes, voir Bossard.
Patrick Bossard est un réalisateur et scénariste français né à Paris le 3 août 1971.
Il réalise son premier court-métrage en 1999 : Banco avec Michel Crémadès et Clément Chébli. Le film est sélectionné dans plus de 60 festivals au cours desquels il recevra 8 prix.
Il réalise un second court métrage en 2001 Hôtel Paradise avec Michel Crémadès et Chisa Kurita. Le film fera une trentaine de festivals et recevra deux prix.
Son troisième court métrage réalisé en 2003 s'intitule: Vie et mort d'un instant d'ennui avec Yamin Dib, Anne Pourbaix et Patrick Pierron. Ce film reçoit le 1er prix (Courts-métrages) du Festival des films du monde de Montréal ainsi que le prix de la presse internationale FIPRESCI. Il fera plus de 70 festivals et recevra 4 prix.
En 2007, il réalise "Le genre humain...", un court métrage de 7 minutes avec la participation de 40 comédiens, dont Daniel Lucarini, Emmanuel Dabbous et Elef Zacks dans les roles principaux. Le film va obtenir deux mentions du jury, une au Festival Cinéma d'Alès - Itinérances et l'autre au Festival CoLCoA de Los Angeles.
En 2009, il réalise "Vendetta" un court métrage de 14 minutes avec Arthur Dupont, Khalid Maadour, Antoine Coesens, Jean-François Gallotte, François Levantal et Diane Dassigny, entre autres. Le film est distingué au Short Film Corner du Festival de Cannes 2009 et il reçoit une mention du jury au Festival du Cap d'Agde.
En 2012, il réalise son premier long métrage Macadam Baby avec François Civil, Camille Claris, Arthur Jugnot, Arthur Dupont et  Arsène Mosca  dans les rôles principaux. Le film est produit par Alterego Productions et distribué par Kanibal Distribution.

## Filmographie

### Réalisateur
- 1999 : Banco (court-métrage)
- 2002 : Hôtel Paradise (court-métrage)
- 2003 : Vie et mort d'un instant d'ennui (court-métrage)
- 2007 : Le genre humain (court-métrage)
- 2009 : Vendetta (court-métrage)
- 2012 : Macadam Baby

### Scénariste
- 1999 : Banco (court-métrage)
- 2002 : Hôtel Paradise (court-métrage)
- 2003 : Vie et mort d'un instant d'ennui (court-métrage)
- 2007 : Le genre humain (court-métrage)
- 2009 : Vendetta (court-métrage)
- 2012 : Macadam Baby